# Sulili
Sulili ist der 27. König der assyrischen Königsliste, der erste König der dritten Dynastie. Außer seinem Namen ist nichts über ihn bekannt. Da der 30. König der Königsliste, Puzur-Aššur I. aus Inschriften seines Enkels Ilu-šuma bekannt ist, besteht eine gewisse Wahrscheinlichkeit, dass auch Sulili historisch ist. Ob er jedoch wirklich als König herrschte, ist unklar. Seine Nachfolger nennen sich durchgehend lediglich patesi (Statthalter) des Aššur.